# Relaciones Alemania-Bolivia
Las relaciones Alemania-Bolivia son las relaciones diplomáticas entre la República Federal de Alemania y el Estado Plurinacional de Bolivia. Ambas naciones son miembros de las Naciones Unidas.

## Historia
En 1825, poco después de que Bolivia declarara su independencia de España; la Ciudad-Estado de Hamburgo (como miembro de la Confederación Germánica) reconoció a Bolivia ese mismo año. En 1847, Bolivia nombró un Embajador ante la corte del Rey Federico Guillermo IV de Prusia. En 1871, Alemania abrió un consulado en La Paz. A fines del siglo XIX, los alemanes comenzaron a emigrar a Bolivia y se dedicaron principalmente al comercio y la minería. Como resultado de la migración alemana al país, Alemania abrió una legación diplomática en La Paz en 1902. En julio de 1908, ambas naciones establecieron formalmente relaciones diplomáticas.
Durante la Primera Guerra Mundial y la Segunda Guerra Mundial, Bolivia rompió relaciones diplomáticas con Alemania en ambas ocasiones debido a la presión internacional. En 1937, Bolivia había elegido al Presidente Germán Busch Becerra quien fue de origen alemán. Durante su presidencia, el presidente Busch fue persuadido por el magnate de la industria minera, Moritz Hochschild, y permitió la admisión de refugiados judíos escapando de la persecución nazi a Bolivia. Entre 1938 y 1941, más de 20,000 refugiados judíos recibieron visas en los consulados bolivianos en Europa y emigraron a la nación sudamericana.
Después de la Segunda Guerra Mundial, Bolivia, como muchos países en América del Sur, recibió nazis que huían de la captura y el juicio. Un notable nazi fue el funcionario de las SS y la Gestapo Klaus Barbie quien emigró a Bolivia y residió en la ciudad de Cochabamba durante 30 años y obtuvo la ciudadanía boliviana. Barbie se había vuelto influyente en el país y tenía el oído de varios presidentes. En 1983, Barbie fue arrestado y extraditado a Francia donde fue juzgado y sentenciado a cadena perpetua.
Bolivia y el Alemania Occidental establecieron relaciones diplomáticas en diciembre de 1952. Para 1956, ambas naciones habían abierto embajadas en sus respectivas capitales. En 1973, Bolivia estableció relaciones diplomáticas con Alemania Oriental.
Después de la Reunificación alemana; las relaciones entre ambas naciones se han mantenido cercanas. Ha habido varias visitas de líderes y ministros de Relaciones Exteriores de ambas naciones. Alemania ha invertido y trabajado en proyectos de desarrollo en Bolivia centrándose en tres áreas prioritarias: suministro de agua potable y saneamiento; desarrollo rural y medio ambiente; y energía, con un enfoque en energías renovables y eficiencia.

## Acuerdos bilaterales
Ambas naciones han firmado algunos acuerdos, como el Tratado de Amistad y Comercio (1908); Acuerdo de Cooperación Cultural (1966); y un Acuerdo para el desarrollo conjunto de infraestructura ferroviaria, energía eólica y de transporte en Bolivia (2016).

## Comercio
En 2019, el comercio entre ambas naciones ascendió a €300 millones de euros. Las principales exportaciones de Alemania a Bolivia incluyen: maquinaria; electrodomésticos; vehículos y partes de vehículos; productos químicos y farmacéuticos; artículos eléctricos y de medición; y tecnología de control. Las principales exportaciones de Bolivia a Alemania incluyen: recursos minerales (plomo, estaño y minerales de plata); productos agrícolas (nueces, café, productos de soja, quinua y mijo); artículos de cuero y textiles. Las empresas alemanas en Bolivia han invertido en los siguientes sectores: infraestructura (carreteras y ferrocarriles), energía (fuentes de energía convencionales y renovables), atención médica, extracción de litio (incluida la producción de baterías) y en la industria química.

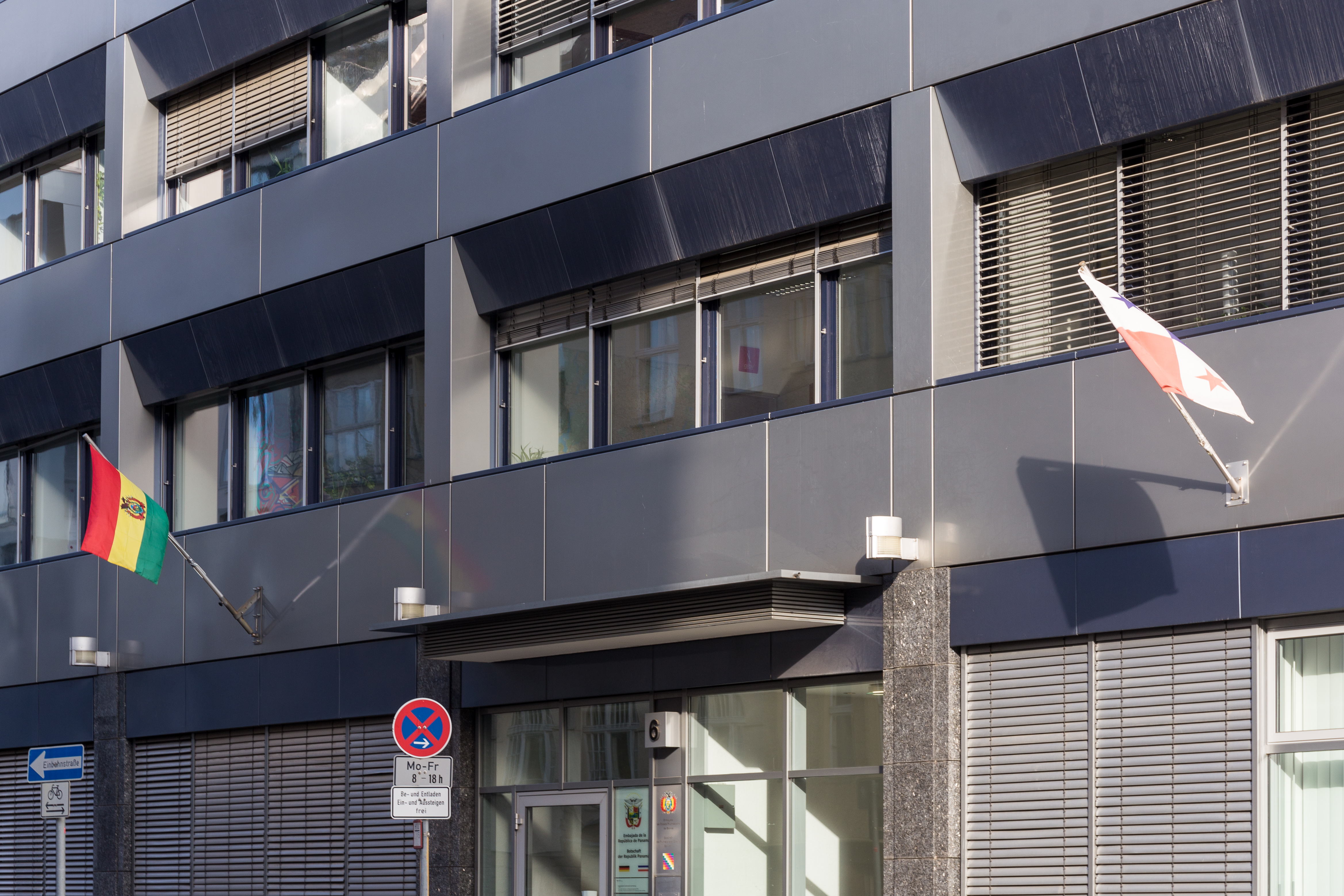
Embajada de Bolivia en Berlín

## Misiones diplomáticas residentes
- Alemania tiene una embajada en La Paz.[8]
- Bolivia tiene una embajada en Berlín.[9]